# Petroleos Mexicanos

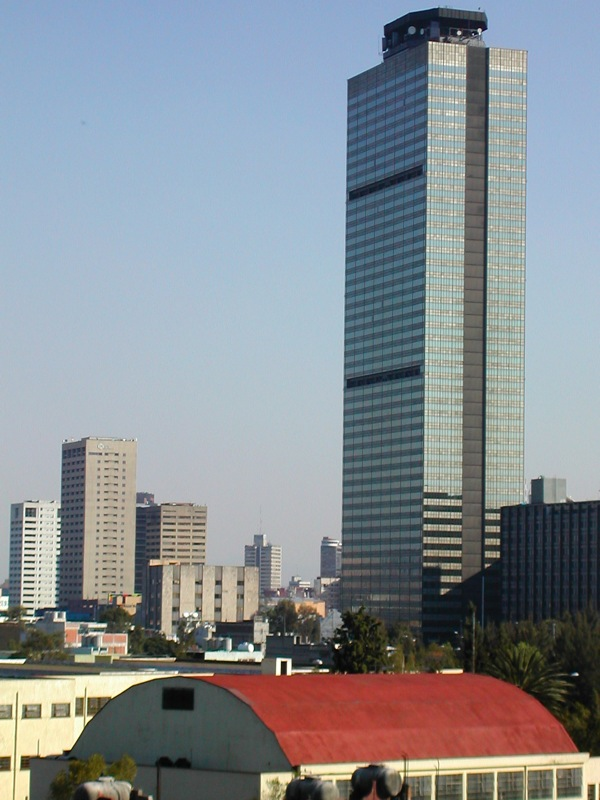
Головний офіс компанії Pemex у Мехіко в хмарочосі Torre Ejecutiva Pemex, яким Pemex і володіє

«Petroleos Mexicanos», також PEMEX, або Pemex — державна нафтогазова компанія Мексики. Pemex є однією з найбільших нафтових компаній у світі. Згідно із законом вона має виняткові права на розвідку і видобуток нафти у Мексиці, і майже 60% доходів компанії йдуть до державного бюджету.

## Історія
Мексиканська нафтова промисловість була націоналізована у 1938 році. Державна нафтова компанія Петролеос Мексиканос (Пемекс) є п'ятою по величині нафтовою компанією у світі і стовпом всієї економіки Мексики. На відміну від багатьох інших найбільших нафтових компаній Пемекс зберігає виняткові права на розвідку і видобуток нафти в Мексиці.
Фіскальні платежі компанії становлять приблизно 1/3 всіх фінансових прибутків уряду. Майже 60% прибутків компанії йде до державного бюджету. Цей важкий фінансовий тягар позбавив компанію можливості вкладати достатні кошти в розробку і розвідку нафтових родовищ в останні роки. Внаслідок цього доведені запаси нафти в період з 1998 року по 2002 рік скоротилися на 9%, оскільки зростання споживання вуглеводневої сировини все більше і більше випереджає темпи розвідки нових родовищ. У 2001 році мексиканський Конгрес визначив бюджет Пемекса в $23.9 мільярдів, з яких $14.7 мільярдів призначалися на нові інвестиційні проекти. Внаслідок цього бюджет компанії на розвідку і розробку нових родовищ в 2002 досяг найбільшої величини за останні 20 років. Внаслідок чого, згідно з попередніми оцінками, відбулося деяке збільшення видобутку нафти.

## Характеристика
Запаси нафти 7.8 млрд т, газу (в перерахунку на рідке паливо) — 2.2 млрд т. Річний видобуток нафти 150 млн т, газу — 40 млрд м3.
Робочий штат Пемекса в 139000 чоловік перевищує чисельність працівників венесульської PdVSA в 3.5 рази, в той час як компанія добуває нафти лише трохи більше. Крім того, більшість існуючих родовищ в країні досить старі, і багато які спостерігачі вважають, що у Пемекса недостатньо потенціалу, щоб розвідувати і розробляти нові. У 2002 році Пемекс освоїв $1.54 мільярдів за програмою розвитку, з яких приблизно $1 мільярд пішов на розвідку нових родовищ.
Приблизно три чверті всієї нафти, що добувається в Мексиці надходить з бухти Кампече в Мексиканській Затоці, розташованої біля західного узбережжя півострова Якатан. Велика частина нафти, що добувається тут важка нафта (22 API), відома під назвою Майя-22. Частка Майі в загальному об'ємі нафти, що добувається в країні становить близько 70%, експортна ж частка доходить до 80%. Найпродуктивніше родовище в бухті Кампече, що приносить основні кошти до бюджету країни, цього Кантарелл. Розташоване воно в 80 милях від берега, і тут добувається близько 1,7 мільйонів барелів в день сирої важкої нафти Майя-22. На родовищі Кантарел, що складається з чотирьох основних нафтоносних структур — Акал, Нохоч, Чак і Кутз. Пемекс продовжує активні роботи по збільшенню видобутку на Кантарелле і в 2004 році добув 2,23 млн барелів в день. Пемекс також планує ввести в експлуатацію родовище Сихил, що містить 1,4 мільярди барелів нафти і попутного природного газу і розташованому під родовищем Кантарелл.
У вересні 2002 року Пемекс здійснив перерахунок своїх запасів, внаслідок чого вони скоротилися на 26% і становили 12,6 мільярдів барелів. Перегляд був зроблений відповідно до вимог американської Палати по цінних паперах. Згідно з її класифікацією доведеними запасами дбуваються ті запаси, які можна буде почати розробляти в короткі терміни. Незважаючи на виснаження нафтових запасів, Міжнародне За оцінками Енергетичного Агентства в 2003 році рівень видобутку нафти в Мексиці 3,8 мільйонів барелів на день. Приріст забезпечений нафтою, що добувається на родовищах, що давно розробляються.
Пемекс продовжує провести роботи по розвідці нових родовищ поблизу Коатзаколкоса, що знаходиться на континентальній платформі Мексиканської Затоки південніше Віра Круз. Пемекс також планує провести розвідку на заболочених землях в дельті річки Гріжавла.
У 2003 році бюджет Пемекса ще зріс, і президент Фокс планує збільшити видобуток нафти до 2006—2007 рр. на 34%.